# Михей Хархаров
Михе́й Хархаров (у світі — Алєлександр Олександрович Хархаров; 6 березня 1921, Петроград — 22 жовтня 2005, Ярославль) — російський релігійний діяч в Узбекистані, Біларусі та Україні. Священнослужитель Дніпропетровської єпархії Українського Екзархату РПЦ у часи Микити Хрущова, монах Глинської пустині у Сумській області (1958—1960).
Єпископ Російської православної церкви з титулом Ярославський та Ростовський (1993—2002). Під його керівництвом зібрані матеріали для канонізації 82 ярославських священнослужителів та мирян, що постраждали в роки сталінського терору.

## Життєпис
Змалечку прислужував у Спасо-Преображенському соборі, пізніше у Загорській Лаврській кіновії, де познайомився з майбутнім митрополитом Ярославським та Ростовським Іваном Вендландом.
1939 переїхав до Узбекистану, до Ташкента, де у 1940 за благословенням свого духовного отця архімандрита Гурія Єгорова поступив до медичного інституту.
У 1942—1946 служив радіотелеграфістом у большевицькій армії, брав участь в окупації Естонії.

## Монах та священик
З травня 1946 – послушник Троїцько-Сергієвої Лаври, намісником якої був архімандрит Гурій. Після єпископської хіротонії свого духовного отця, разом з ним поїхав до Ташкентської єпархії в Узбекистані. 1 січня 1947 там пострижений в чернецтво.

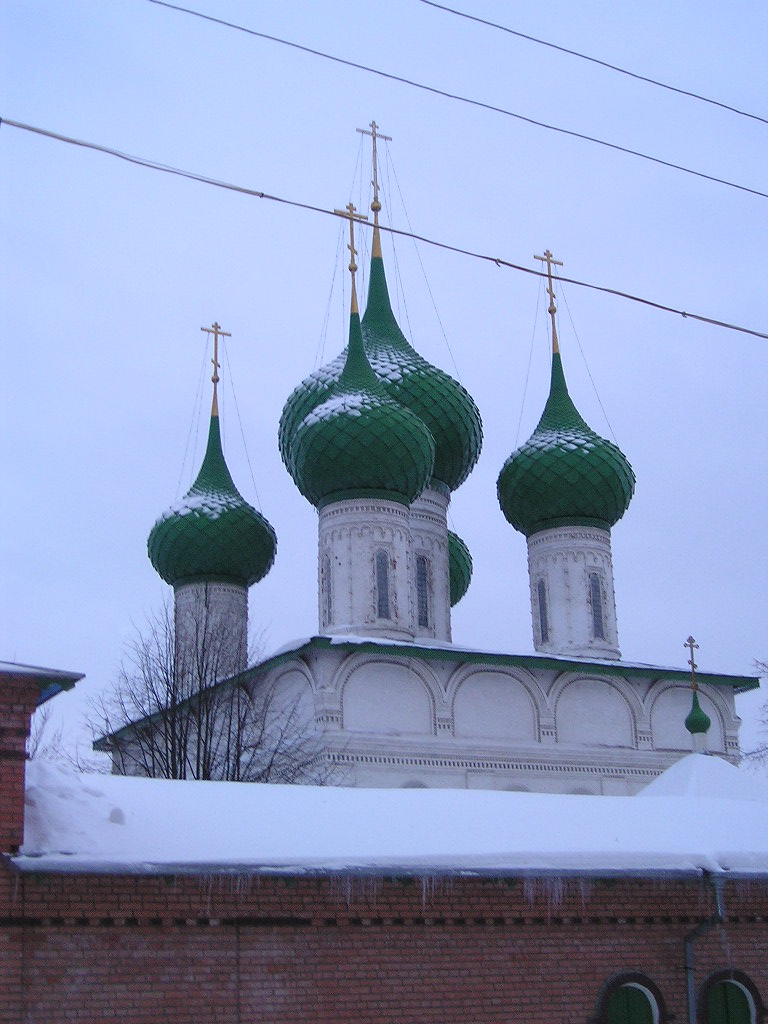
Федорівський собор, де був священиком Міхей

 З 1951 — ключар катедрального собору РПЦ у Ташкенті та скарбник єпархіального управління Московської патріархії. З 1953 виконував ті ж обов'язки у Саратовській єпархії.

### В Україні
1956 переведений у Дніпропетровську єпархію РПЦ в Україні, де служить до початку нових систематичних гонінь на православну церкву. У 1958—1960 – був секретарем владики Гурія. Біля року був у складі братії Глинської пустині у Сумській області, яка була відродження німецькою владою у часи Другої світової війни.

### У Біларусі
1963—1969 — архімандрит, намісник Жировицького монастиря Мінської єпархії у Біларусі. Був висланий із білоруських теренів за підтримку архієпископа Московської патріархії Єрмогена Голубєва, який був покараний засланням за критику комуністів. Хархаров був також висланий із Біларусі до Московщини — на сільський приход Ярославської єпархії, якою тоді керував Іван Вендланд.

### У рідній Московщині
З серпня 1969 — настоятель церкви Івана Предтечі с. Бабурино, Данилівського району, Ярославської області. З 1970 настоятель Успенської церкви міста Рибінська. З жовтня 1972 — також благочинний Рибинського округу. З 1975 настоятель Воскресенського собору міста Тутаєва. З вересня 1975 — штатний священик Федорівського катедрального собору в Ярославлі. 1982—1989 — настоятель цього собору.
1989—1991 — настоятель Петро-Павлівської церкви села Петрово.

## Архієрей
2 листопада 1993 призначений єпископом Ярославським та Ростовським Московської патріархії. 17 грудня того ж року у Федоровському катедральному соборі в Ярославлі відбулася хіротонія.
Під час його управління єпархією відновлювалися храми та монастирі. Під його керівництвом в єпархії були зібрані матеріали для канонізації 82 ярославських священнослужителів та мирян, що постраждали в роки сталінського терору.

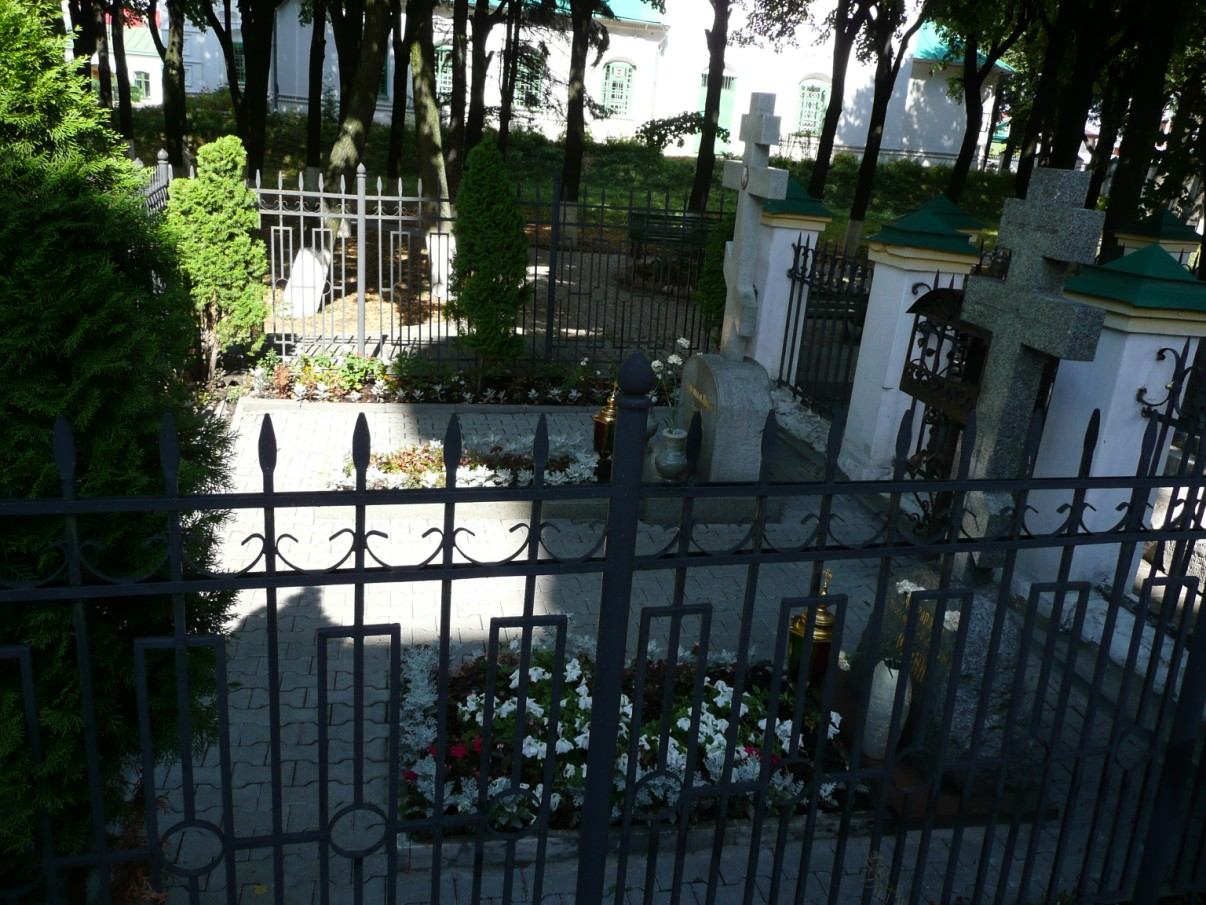
Могили владик Івана та Міхея

7 жовтня 2002 – звільнений від керування єпархією. До останніх днів життя служив у ярославському Казанському монастирі, у Федорівському катедральному соборі та інших храмах.
Помер 22 жовтня 2005. Похований у Федорівському катедральному соборі, поруч з могилою митрополита Івана Вендланда.